# 3803 Tuchkova
3803 Tuchkova (1981 TP1) là một tiểu hành tinh vành đai chính được phát hiện ngày 2 tháng 10 năm 1981 bởi L. Zhuravleva ở Nauchnyj.